# Hò sông Mã
Hò sông Mã là một thể loại dân ca ở vùng Thanh Hóa, Việt Nam.

## Mô tả chung
Hò sông Mã có những đặc tính chung nhất của hò sông nước nhưng do điều kiện địa lý, dòng chảy qua vùng đất có nhiều sự kiện lịch sử, lại có yếu tố thương mại nên Hò sông Mã có nhiều nét riêng.
Âm nhạc trong Hò sông Mã gắn liền với nhịp điệu lao động và tổ chức công việc của con đò - từ chỗ chưa định hình, một vài người chèo chống tự nhiên với đoạn đường sông hạn hẹp, dần dần phát triển thành con đò dọc có biên chế năm người, một người bắt cái và bốn người hốp đò. Những bài hò cũng xuất phát từ công việc chèo chống, cập bến, vượt thác ghềnh, mắc cạn phải kéo, vác... Lời ca của Hò sông Mã chủ yếu là thơ lục bát do các trai đò ứng tác hoặc vay mượn trong các dân ca, ca dao ở các vùng miền khác nhau, đan xen giữa nhịp điệu lao động và một số làn điệu trữ tình như: hò ru ngủ, hò làn văn...
| “ | Vắng cơm một bữa chẳng sao Vắng em một bữa lao đao cả ngày Vắng em chỉ một phiên đò Trầu ǎn chẳng có chuyện đò thì không | ” |
Trong nhiều trường hợp là những câu lục bát biến thể:
| “ | Trống đánh đò đưa Trống giục đò đưa Cô nàng đã có chồng chưa cô nàng Trống đánh đò Giàng Trống giục đò Giàng Có đi anh đợi, có sang anh chờ | ” |
Hoặc kết hợp những câu thơ bốn chữ với lục bát:
| “ | Đầu làng có một cây trôi Mượn thợ đánh xuống, đóng đôi chiếc đò Này đôi chiếc đò Rước o nhân ngãi Đứng lại mà xem | ” |
Đôi khi là những câu thơ bảy chữ:
| “ | Ếch lột da băm xương nấu xáo Em lộn chồng như áo vá vai Áo vá vai còn có người chuộng Em lộn chồng như ruộng bỏ khô | ” |
Các làn điệu Hò sông Mã được hát theo lối xướng - xô, câu kể của một người bắt cái (thường là người cầm lái) được luân phiên với câu đồng thanh phụ họa của các trai đò.
Các điệu hò được thể hiện theo suốt chặng đường đò đi. Khi con thuyền bơi ngược dòng nước, người ta thể hiện điệu Hò đò ngược, sau mỗi câu kể của người bắt cái như hiệu lệnh để cùng thống nhất động tác lấy đà, các trai đò vừa hùa nhau hát câu xô vừa chống sào đẩy thuyền tiến về phía trước. Chưa hết, con thuyền đôi khi còn phải đối đầu với thác gềnh nữa, cả câu xướng lẫn xô trong Hò vượt thác đều ngắn gọn, chắc nịch. Khi thuyền thong dong trôi theo dòng nước êm ả, người giữ tay lái cất giọng hò các làn điệu Hò xuôi dòng, bốn trai đò chia ra hai bên mạn thuyền thong thả chèo vừa hòa giọng xô vừa nhịp nhàng giậm chân lên mặt ván.
Chi lưu lớn nhất của sông Mã là sông Chu, trai đò sông Mã vẫn thương hò cả nhật trình trên sông Chu, kể từ bến Vạn Hà xưa, nay thuộc thị trấn Thiệu Hóa, ngược lên chợ Lăng (nay thuộc xã Thiệu Vũ, cuối địa phận huyện Thiệu Hóa):

| “ | Kể từ bến Vạn nhổ sào Chèo qua bãi chấn ghé vào chợ Lăng | ” |
Sau đó, thuyền xuôi dòng và nhập vào sông Mã tại ngã Ba Giàng (ngã Ba Bông):
| “ | Núi Vồm gần nẻo thuyền đi Lái sào đều nhịp ta về ngã ba Trong thuyền từ trẻ tới già Thấy con sông Mã lòng đà mừng thay | ” |
Lúc này, có thể ngược dòng sông Mã lên tận phố Hồi Xuân hoặc xuôi về tỉnh lỵ (phía Nam Ngạn) hoặc vào sông Tào Xuyên để qua Hậu Lộc, Nga Sơn ra Ninh Bình, Nam Định:
| “ | Ba Bông trông đã gần kề Kẻ lên phủ Quảng, người về tỉnh Thanh | ” |
và:
| “ | Phen này ta ngược Hồi Xuân Bồng, Hoành qua đó tới gần vực Tôm | ” |
Vì  là thuyền buôn nên từ sông Mã, thuyền theo đường kênh hoặc đường biển để ra tận thành Nam (Nam Định):
| “ | Ơn trời lộc đất ra đi Thuê thuyền sắm bạc, ta thì trẩy Nam | ” |

## Giai điệu trong Hò sông Mã
Trong Hò sông Mã, cách tiến hành giai điệu nhảy quãng là phổ biến nhất, quãng 5 đúng đi lên rồi phản hồi về quãng 5 đúng. Tần suất của các quãng 4 đúng, 3 Trưởng, 2 Trưởng thường được xuất hiện nhiều, còn các quãng 2 thứ thì ít hơn. Nhìn chung, hầu hết các quãng đều nằm trong thang âm của điệu thứ 5 âm. Bên cạnh đó, Hò sông Mã còn được sử dụng thủ pháp kết hợp giữa lối nhảy quãng với kiểu liền bậc hoặc ngược lại như trong hò xuôi nhịp đôi 2. Ngoài ra, còn có kiểu tiến hành quãng đồng âm để tăng sự thúc giục hoặc ai oán như trong hò đò ngược.
Một đặc điểm rõ nét trong Hò sông Mã là rất “tiết kiệm” các âm khác nhau trong một bài hò, nhưng do cấu trúc quãng phong phú kết hợp với tiết tấu đồng bộ và đa dạng đã mang tính hình tượng cao, miêu tả được nỗi khó khăn cực nhọc, những thác ghềnh và sự hòa đồng giữa con người với thiên nhiên, với một âm vực khá rộng. 
Để tạo ra một giai điệu hoàn chỉnh của bài hò, thông thường khi phát triển câu nhạc, đoạn nhạc sẽ xuất phát trên một chủ đề chính (được lấy từ phần xô ra) kết hợp với các yếu tố phụ để hình thành phần xướng. Cũng như các loại dân ca Việt Nam khác, trong Hò sông Mã có sử dụng nhiều âm trang sức như các nốt luyến láy, các nốt lấy đà, các nốt thêu lướt... Những từ đệm, lấy đà thường là các từ như: ới, i, í, mà, là, thì, để, ê, ế, chớ, mấy, hỡi tình... nhằm để cho dễ hát, bù vào những chỗ thiếu nhịp tạo cầu nối cho hợp lý hoặc làm giàu thêm cho âm điệu hò.

## Thang âm và điệu thức
Đối với các bài Hò sông Mã, có những thành tố chung và riêng về tổ chức âm thanh. Nhìn chung là những thang âm đang hình thành điệu thức năm âm. Bên cạnh đó còn thấy xuất hiện điệu thức Oán, đó là điệu thức ra đời muộn hơn nhưng lại mang bản sắc riêng của người Việt. Thang âm - điệu thức trong Hò sông Mã là sự đơn giản được cô đúc theo nhịp điệu lao động, điều hạn chế đó không làm giảm tính phong phú đa dạng của Hò sông Mã. Âm nhạc Hò sông Mã đơn giản nhưng khá tinh tế, giàu hình tượng, cấu trúc câu, đoạn rõ ràng, có phần mở đầu, phần phát triển và phần kết.
3 âm:  Sắng đò ngược
4 âm: Hò đường trường, Hò ru ngủ, Hò xuôi nhịp đôi, Hò cập bến
5 âm: 
Bắc:  Hò vượt thác, Xuống chèo, Hò ru ngủ hành khách
Nam:  Hò cập bến, Hò niệm Phật, Điệu chèo sâu, Điệu chèo cạn
Oán: Hò xuôi dòng, Hò làn vǎn, Hò xuôi ru ngủ

## Tiết tấu
Nét độc đáo của Hò sông Mã là giai điệu uyển chuyển luôn gắn liền với tiếng giậm chân rộn rã lên mặt ván thuyền theo một âm hình tiết tấu không đổi nghe như nền đệm của nhạc cụ gõ. Động tác đôi chân trong một chu kỳ tiết tấu: một chân bước lên giậm phách đầu kết hợp với động tác đưa toàn thân về phía trước đẩy chèo, chân kia giậm hai phách yếu rồi trụ lại ở phách mạnh trong lúc toàn thân ngả ra để kéo chèo về phía sau. Khi phát triển hạt nhân tiết tấu chỉ cần điểm thêm các phách yếu ở chân sau. Những làn điệu: Hò rời bến, hò lèo 2 (xuôi dòng), hò lèo 3 (xuôi dòng), hò niệm Phật, hò làn văn, hò làn ai, hò cập bến sẽ trở nên vô hồn nếu tách giai điệu ra khỏi nhịp chân có một không hai này. Về cơ bản, các âm hình tiết tấu của Hò sông Mã là những loại hình tiết tấu lao động giản đơn.
Một đặc trưng về tiết tấu trong Hò sông Mã  là sự biến tiết tấu thường nghiêng về phách yếu còn phách mạnh thường ổn định. Sự biến cả hai phách ít hơn là biến một trong hai phách. Ngoài ra, với biến tấu khá phong phú của Hò sông Mã, nhất là khi được kết hợp với lực độ tương đối lớn diễn ra trên sông nước với sắc thái và âm điệu hò đã hình thành một giai điệu khỏe khoắn, đầy sinh khí với ý nghĩa đầy đủ của niềm khát khao: con người làm chủ sông nước, quê hương.

## Các làn điệu
Hò sông Mã có 19 làn điệu (với 14 làn điệu chính), riêng đoạn sông Mã tại huyện Hà Trung có 14 làn điệu; mỗi làn điệu đều có lời hò, nhịp điệu đặc trưng.
Các làn điệu hò sông Mã  chia làm 5 chặng rõ rệt: Hò rời bến, Hò đò ngược, Hò mắc cạn, Hò đò xuôi và Hò cập bến, cụ thể gồm
:
- Hò Rời bến
- Hò Đò ngược hay Sắng đò ngược
- Hò Mắc cạn:

- Hò Vác
- Hò Cạn

- Hò Đò xuôi:

- Hò Nhịp đôi một
- Hò Nhịp đôi hai
- Hò Giọng dã
- Hò Làn ai
- Hò Làn văn
- Hò Ru ngủ
- Hò Niệm Phật
- Hò Cầu Chúa
- Hò lèo 2
- Hò lèo 3

- Hò Cặp bến (cập bến).

### Hò rời bến - chặng thứ nhất
Hò rời bến hay còn gọi là Hò mời khách  được coi như thủ tục chào hỏi, với âm điệu mở đầy vui tươi, đon đả, giới thiệu để làm quen với nhau như muốn nhắn nhủ dặn dò:
| “ | Thuyền tôi ván táu sạp lim Đôi mạn săng lẻ lại có con chim phượng hoàng Tiện đây mời cả bạn hàng Rửa chân cho sạch vào khoang tôi ngồi | ” |
Sau khi khách lên, con đò rời bến với điệu hò mang âm hưởng chắc khỏe, gọn gàng, xướng hô to, xô đáp lại. Bên cạnh đó, những câu hò tình tứ được trai đò cất lên dành cho những cô gái trong Hò xuôi nhịp đôi hai như:
| “ | Hỡi cô yếm thắm răng đen Muốn lên mạn ngược ngồi thuyền cùng anh | ” |

### Hò đò ngược - chặng thứ 2
Điệu hò này có rất nhiều tên gọi như: sắng đò ngược hay còn gọi là Hò chống sào. Giọng Hò đò ngược nghe chậm chạp, có phần nặng nề. Trong hành trình, đây là chặng cực nhọ, con thuyền phải bơi ngược dòng nước, trời trở gió, lúc này trai đò vừa chống sào vừa hò làn điệu nhưng vẫn đượm màu sắc trữ tình và đầy vẻ dí dỏm và lạc quan:
| “ | Thương ai đứng bụi nấp bờ Sáng trông đò dọc tối chờ đò xuôi Thuyền ngược anh bỏ sào xuôi Khúc sông bỏ vắng để người sầu riêng | ” |
Hoặc:
| “ | Thuyền ngược anh bỏ sào xuôi Em đừng lo lắng cho người kém xinh | ” |
Hò đò ngược gồm hai loại: sắng nước nhỏ và sắng nước lớn. Sắng nước nhỏ là lúc nước chảy êm, trai đò dùng loại sào song (hóp) đẩy thuyền ngược dòng sông. Sắng nước lớn khi gió thổi ngược hướng thuyền, sóng to đẩy mạn thuyền vào bờ, lúc này trai đò chia đều phía mũi và mạn thuyền thay nhau chống đò. Tiếng hò đò ngược cùng nhau cất lên mạnh mẽ, nhưng vẫn nhịp nhàng theo hiệu lệnh của người bắt cái để đò tiếp tục hành trình:
| “ | Thuyền buồn gió đánh tả tơi Một con chèo quế xa chơi sông hồ Ế ế ế.........dô ố ố....... Trông lên hòn đá lô xô Mặt sông lai láng, bể hồ trong xanh Ế ế .......... thêm vào Ế ế...............có đây | ” |

### Hò mắc cạn - chặng thứ 3
Điệu hò ở chặng này đòi hỏi trai đò phải căng sức, kết hợp nhiều động tác chèo, chống, vác.  Những trai đò phải nhảy xuống nước, ngâm mình trong dòng nước lạnh để vác, đẩy đò thoát khỏi bãi đá ngầm, vực xoáy trên sông, đưa đẩy thuyền nhích từng chút một ra khỏi khu vực mắc cạn. Lời ca trong Hò mắc cạn là lời động viên tinh thần rất lớn, tiếp thêm sức lực khi con đò gặp nguy hiểm.          Hò mắc cạn có hai làn điệu là Hò kéo và Hò vác. Hò kéo được cất lên khi đò chẳng may sa vào bãi cát ngầm, hoặc nước sông dâng cao, phải dùng dây kéo thuyền nhích dần ra. Công việc tuy vất vả và nặng nề nhưng trai đò vẫn cất lên những câu hò khớp theo nhịp người bắt cái. Lời ca ví von mang tính kể, đối đáp, giao duyên:
| “ | Thuyền anh đà cạn lên đây Mượt đôi dải yếm làm dây kéo thuyền Ơ hò dô ta, nín lặng mà nghe, mà nghe câu hò | ” |
Hoặc là:
| “ | Dốc này là dốc của ta Anh em cố gắng vượt qua dốc này Ơ hò, ơ hò dô ta, lắng lặng mà nghe | ” |
Động tác giậm chân lên ván cũng đi vào lời ca điệu hò:
| “ | Xuống thuyền anh giậm nhịp ba Anh giậm nhịp bảy nó ra nhịp mười Anh chẳng giậm thời thuyền chẳng đi Giậm ra, ván nát, thuyền thì long đanh | ” |
Hò vác là hò khi đò gặp thác ghềnh, đá ngầm các trai đò cùng nhau vác đò ra khỏi vùng nguy hiểm. Hò vác do người “bắt cái” hò trọn vẹn các câu thơ lục bát ở phần xướng, còn các trai đò đồng thanh hát phần xô một tiếng “vác” ở cuối câu. Bài hò cứ thế được hát đi hát lại cho đến khi con thuyền ra khỏi chỗ nước cạn.
| “ | Anh em sắp lại cho đều Ai mà lỗi nhịp thì hèo vào song (trong) | ” |

### Hò đò xuôi - chặng thứ  4
Hò đò xuôi có làn điệu phong phú nhất trong hệ thống làn điệu Hò sông Mã, với 7 làn điệu gồm: Hò xuôi nhịp đôi một, Hò xuôi nhịp đôi hai, Hò làn ai, Hò niệm Phật, Hò làn văn, Hò đò đưa, Hò ru ngủ. Những phương thức lao động trên sông nước được lời ca hò lưu giữ như kinh nghiệm quý báu của nghề chèo thuyền. Sự phát triển của Hò đò xuôi với cách mở rộng nội dung đã được trai đò vận dụng các truyện nôm dài như Phạm Tải - Ngọc Hoa, Nhị Độ Mai, Chiêu Quân cống Hồ làm lời ca.
Khi đò đi xuôi dòng nước, hoặc khi gió thổi căng buồm đẩy đò đi, tiếng hò thanh thảnh, nhẹ nhàng, giai điệu mềm mại.
| “ | Vắng cơm một bữa chẳng sao Vắng em một bữa lao đao cả ngày Vắng em chỉ một phiên đò Trầu ăn chẳng có chuyện đò thì không. | ” |
Hò nhịp đôi một (bắt cái I) thích hợp với việc bày tỏ tình cảm:
| “ | Bấy lâu vắng mặt cô mình Như gương nhớ lược, như độc bình không hoa | ” |
Hò nhịp đôi hai (bắt cái II) nhằm thay đổi điệu hò, nhẹ nhàng bay bổng hơn nhip đôi một:
| “ | Lênh đênh thuyền mít thuyền dừa Quần nâu áo vải, đâu vừa thì chơi | ” |
Hò giọng dã thì vui, khỏe:
| “ | Nói đây có chị nằm đò Mận xanh ăn vậy đừng chờ đào non | ” |
Hò làn ai đề cập đến sự chia ly, những điều buồn thảm hoặc cảnh góa bụa:
| “ | Anh chàng đã về kiếp ấy thời thôi Xin mời anh chàng dậy ăn xôi nghe kèn | ” |
Từ cửa biển lên thượng nguồn sông Mã có nhiều đền thờ Mẫu thoải, vị nữ thần trông coi miền sông nước. Hò làn văn là điệu hò mong một chuyến đi được các vị thần sông nước phù hộ. Ví dụ:
| “ | Trên đồi ngàn gió thổi rung cây Dưới khe con cá lội, một đám chim bay về ngàn | ” |
Hò niệm Phật: Khi đò qua cửa chùa thiêng bên sông vào ngày rằm, mồng một, các hốp đò thường dừng đò, hướng mũi đò về phía cửa chùa, cùng nhau hát câu hò niệm Phật, cầu cho chuyến đi bình an. Ví dụ:
| “ | Lác trông phong cảnh vui thay Báo - Bồng có phải chốn này hay không | ” |
Hò làn ai còn gọi là Hò ru ngủ, là điệu hò thường hò vào lúc canh khuya. Âm hưởng hò mềm mại, pha chút buồn man mác, như điệu ru buồn đưa khách đò vào giấc ngủ say.
Trong đêm khuya thanh vắng, tiếng hò vǎng vẳng nghe nao lòng. Khoảng nửa đêm đến sáng trong cảnh tĩnh lặng mênh mông, họ đưa khách vào giấc nồng bằng các điệu Hò ru ngủ. Trai đò còn "phục vụ" khách đò bằng Hò làn ai dựa trên các tích chuyện éo le, cảnh đời sầu bi, tình yêu dang dở. Lúc thuận buồm xuôi gió thảnh thơi ngơi chèo cũng là lúc trai đò tha hồ tâm tình ngẫu hứng. Cùng chia sẻ buồn vui với các chàng trai đò, cùng đối đáp với họ trong những khúc giao duyên tình tứ còn có các nàng khách buôn trên thuyền và đôi khi cả các cô gái ở dọc bên bờ sông nữa. Có khi chẳng biết mặt biết người trên bờ, nhưng mê tiếng hát, phục tài đối đáp đến nỗi thuyền phải cắm lại để hò với nhau vài ba câu.
Ví dụ:
| “ | Xăm xăm tới gốc cây hồng Hỏi thăm cô ấy có chồng hay chưa | ” |
Ngoài ra, khi đò xuôi dòng, trước cảnh non sông hữu tình trai đò và khách đi đò mượn ý thay tình cảm đôi lứa cùng nhau hò hát, xướng họa với các làn điệu khác như hát ghẹo, hát ví.
| “ | Đôi ta như đũa tre non Khen ai khéo vuốt đũa tròn nên đôi Đôi ta như đũa tre già Khen ai khéo tiện đũa đà bằng đôi | ” |

### Hò cập bến - chặng thứ 5
Đây là chặng cuối cùng, sau nhiều ngày lênh đênh trên sông nước trải qua mắc cạn, vượt gió, vượt thác. Vì vậy, khi trai đò bắt đầu quay mũi thuyền vào bờ thì cũng là lúc khách đi đò sửa soạn hành lý chuẩn bị lên bờ, kết thúc một chuyến đi bình an. Mỗi lần đến bến, trai đò thường hò mấy câu báo hiệu đánh thức khách rằng con thuyền đã cập bến:
| “ | Thuyền dọc anh trải chiếu ngang Anh thời nằm giữa hai nàng hai bên | ” |
Và:
| “ | Thuyền đà đến bến ai ơi Sao mình chẳng dậy mà coi lấy hàng | ” |

## Các bản nhạc mới dựa trên điệu hò sông Mã
- Hò sông Mã (bài hát)
- Chào sông Mã anh hùng
- Hò kéo pháo